# Dean O'Gorman
Dean O'Gorman (* 1. prosinec 1976 Auckland) je novozélandský herec. Režisér Peter Jackson původně chtěl do role Fíliho ve filmu Hobit: Neočekávaná cesta zapojit anglického herce Roberta Kazinskyiho, ale ten musel kvůli rodinným důvodům opustit natáčení.

## Filmografie (výběr)
- 2023 The Convert
- 2020 One Lane Bridge (seriál)
- 2017 Pork Pie
- 2015 Trumbo
- 2014 Hobit: Tam a zase zpátky – Fíli
- 2013 Hobit: Šmakova dračí poušť  – Fíli
- 2012 Hobit: Neočekávaná cesta – Fíli
- 2011 Tangiwai
- 2010 Kawa
- 2007 Animalia (seriál)
- 2001 Na hraně zákona (TV film)
- 1999 Farscape (seriál)
- 1998 Mladý Hercules (seriál)
- 1995 Xena (seriál)
- 1990 Dobyvatel jižních moří (TV film)